# Cotârgași, Suceava
Cotârgași este un sat ce aparține orașului Broșteni din județul Suceava, Moldova, România.
 Acest articol despre o localitate din județul Suceava este deocamdată un ciot. Puteți ajuta Wikipedia prin completarea lui.